# Дьяконов, Никита Николаевич
Никита Николаевич Дьяконов (7 июля 1914, Поречье-Рыбное, Ярославская губерния — 24 декабря 1944, Венгрия) — лейтенант Рабоче-крестьянской Красной Армии, участник Великой Отечественной войны, Герой Советского Союза (1944).

## Биография
Родился 24 июня (7 июля) 1914 года в селе Поречье-Рыбное (ныне — посёлок в Ростовском районе Ярославской области). Окончил неполную среднюю школу. С 1933 года проживал в Свердловске, работал слесарем завода «Уралмаш», одновременно учился в Свердловском аэроклубе.
В 1936 году призван на службу в Рабоче-крестьянскую Красную Армию. В 1941 году он окончил военную авиационную школу, после чего работал лётчиком-инструктором в Кировоградском и Свердловском аэроклубах. С мая 1943 года — на фронтах Великой Отечественной войны. Участвовал в боях за освобождение Украинской ССР, битве за Днепр.
К ноябрю 1943 года будучи лейтенантом был заместителем командира эскадрильи 672-го штурмового авиаполка 306-й штурмовой авиадивизии 9-го смешанного авиакорпуса 17-й воздушной армии 3-го Украинского фронта. К тому времени он совершил 94 боевых вылета на штурмовку скоплений боевой техники и живой силы противника, нанеся тому большие потери, принял участие в 14 воздушных боях, 72 раза сопровождал авиагруппы, благодаря чему те не имели потерь.
Указом Президиума Верховного Совета СССР «О присвоении звания Героя Советского Союза офицерскому составу военно-воздушных сил Красной Армии» от 4 февраля 1944 года за «образцовое выполнение боевых заданий командования на фронте борьбы с немецкими захватчиками и проявленные при этом отвагу и геройство» был удостоен высокого звания Героя Советского Союза с вручением ордена Ленина и медали «Золотая Звезда» за номером 3506.
В дальнейшем участвовал в освобождении Молдавской ССР, Румынии, Болгарии, Венгрии. 24 декабря 1944 года самолёт Никиты Дьяконова был сбит в районе венгерского города Сабадсаллаш. Был похоронен в центре Сабадсаллаша.
Был также награждён двумя орденами Красного Знамени, двумя орденами Отечественной войны 1-й степени, орденом Красной Звезды.